# مرغ توفان شکم‌سیاه
مرغ توفان شکم‌سیاه (نام علمی: Fregetta tropica) نام یک گونه از تیره مرغ توفان است.